# Susruta

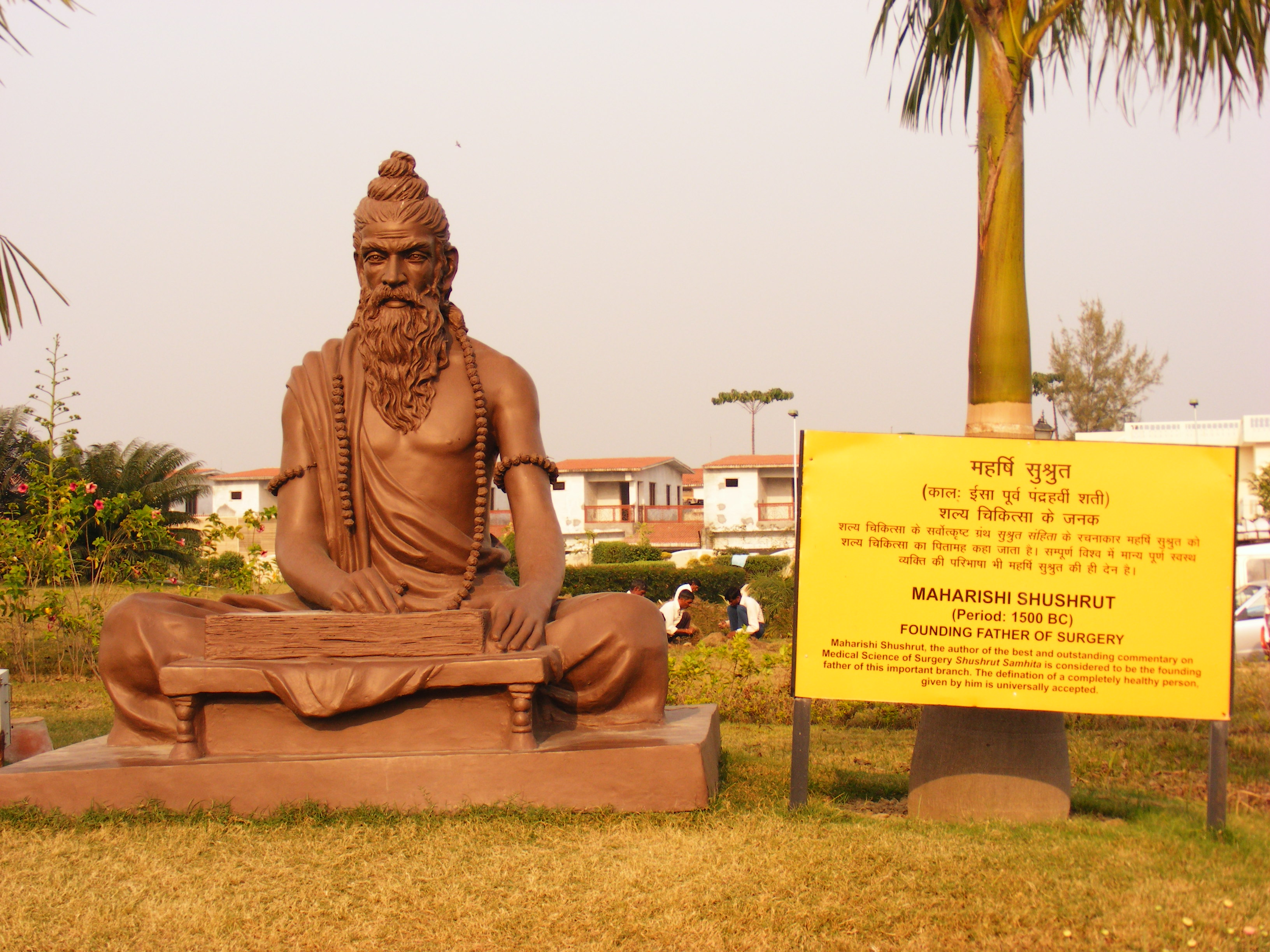
सुश्रुत

Susruta (sau Sushruta, Sushrutha) (secolul al VI-lea î.Hr.) a fost un chirurg renumit al Indiei antice, părintele chirurgiei plastice și reparatorii.

## Biografie
Nu se cunosc prea multe date despre viața sa. A trăit în zona fluviului Gange, în regiunea care astăzi corespunde orașului Varanasi.

## Contribuții
Susruta este celebru pentru realizările sale în cadrul chirurgiei plastice, de exemplu din domeniul rinoplastiei: a reușit să refacă un nas desfigurat utilizând o grefă de piele prelevată de pe frunte. Alte realizări: intervenții asupra glandei prostatice, tratarea chirurgicală a cataractei, drenarea absceselor.
Susruta era un profesor admirabil. Explica studenților săi practica chirurgicală prin simulare pe modele sau cadavre. Considera că un bun medic trebuie să aibă în vedere atât teoria cât și practica.

### Scrieri
Cea mai celebră scriere a sa este Susruta Samhita. Aici sunt descrise peste 120 de instrumente chirurgicale, 300 de proceduri chirurgicale, iar chirurgia umană este clasificată în 8 categorii. Alte domenii medicale tratate: pediatrie, geriatrie, toxicologie, psihiatrie, obstetrică, embriologie.
Această lucrare, o antologie a întregii științe medicale a epocii, are ca punct de plecare învățăturile lui Dhanvantari, medicul zeilor, care s-ar fi încarnat în persoana regelui Divodasa din Benares și este considerată ca fiind textul fondator al medicinei ayurvedice. Cele mai vechi texte scrise ale acesteia provin din jurul anului 350 î.Hr, rezultat al mai multor versiuni îmbogățite succesiv de adepții lui Susruta. Pe la sfârșitul secolului al VIII-lea, Susruta Samhita a fost tradusă și în arabă.
În ceea ce privește chirurgia reparatorie, domeniul tratat cu predilecție, contribuțiile majore ale scrierii sunt următoarele:
- rinoplastia folosind tehnica grefării
- clasificarea defectelor și mutilărilor lobii urechii și tehnici reparatorii
- "repararea" buzelor
- metode de perforare a lobului urechii
- materiale pentru suturare ca: păr, tendon, coajă de copac, mătase
- ace chirurgicale din bronz sau os
- demonstrații chirurgicale privind incizia, extragerea de corpuri străine, scarificarea, cauterizarea etc.
- operații ca: litotomie, cezariană, cauterizare
- un cod etic pentru profesori și pentru studenți.